# .insurance
.insurance — загальний домен верхнього рівня (зДВР) (англ. generic top-level domain (gTLD)) призначений для використання банками. Адмініструється американською компанією fTLD Registry Services, LLC (LLC = ТОВ).
Заявки на зони .bank та .insurance були подані fTLD у 2012 році за ініціативою Асоціації американських банкірів. Право на експлуатацію надане 19 лютого 2015 року.
.insurance — це спеціалізована зона, призначена тільки для страховиків. Додаткові заходи безпеки в цій зоні призначені для обмеження кіберсквотингу і використання тролями імен сайтів, що схожі на офіційні. Вимоги до криптостійкого шифрування допоможуть запобігти спробам несанкціонованого перехоплення інформації та підробки даних.
.insurance став доступним для реєстрації тільки для підтверджених учасників страхового ринку 14 червня 2016 року.